# Ноксвілл (Пенсільванія)
Ноксвілл (англ. Knoxville) — місто (англ. borough) в США, в окрузі Тайога штату Пенсільванія. Населення — 680 осіб (2020).

## Географія
Ноксвілл розташований за координатами 41°57′31″ пн. ш. 77°26′15″ зх. д. / 41.95861° пн. ш. 77.43750° зх. д. (41.958606, -77.437460).  За даними Бюро перепису населення США в 2010 році місто мало площу 1,18 км², уся площа — суходіл. В 2017 році площа становила 1,61 км², уся площа — суходіл.

## Демографія
Згідно з переписом 2010 року, у селищі мешкало 629 осіб у 245 домогосподарствах у складі 174 родин. Густота населення становила 532 особи/км².  Було 281 помешкання (237/км²).
Расовий склад населення:
| - 98,7 % — білих - 0,2 % — азіатів |

До двох чи більше рас належало 1,1 %. Частка іспаномовних становила 0,0 % від усіх жителів.
За віковим діапазоном населення розподілялося таким чином: 26,7 % — особи молодші 18 років, 58,2 % — особи у віці 18—64 років, 15,1 % — особи у віці 65 років та старші. Медіана віку мешканця становила 37,1 року. На 100 осіб жіночої статі у селищі припадало 104,2 чоловіків;  на 100 жінок у віці від 18 років та старших — 97,0 чоловіків також старших 18 років.
Середній дохід на одне домашнє господарство  становив 52 990 доларів США (медіана — 43 750), а середній дохід на одну сім'ю — 57 966 доларів (медіана — 50 938). За межею бідності перебувало 14,4 % осіб, у тому числі 22,3 % дітей у віці до 18 років та 12,5 % осіб у віці 65 років та старших.
Цивільне працевлаштоване населення становило 276 осіб. Основні галузі зайнятості: виробництво — 22,5 %, будівництво — 15,9 %, транспорт — 11,6 %, освіта, охорона здоров'я та соціальна допомога — 9,1 %.